# Allobates insperatus
Allobates insperatus (Morales, 2002) è un anfibio anuro appartenente alla famiglia degli Aromobatidi.

## Etimologia
L'epiteto specifico deriva dal latino insperatus, «invisibile, inaspettato», poiché, erroneamente, questa specie è stata per molti anni considerata come appartenente a A. marchesianus, senza notare che si trattava di una nuova specie.

## Distribuzione e habitat
Precedentemente considerata endemica dell'Amazzonia ecuadoriana è stata segnalata anche nel Perù nord-occidentale. In Ecuador si trova tra i 250 e i 350 metri di altitudine nelle province di Napo, di Sucumbios, di Orellana e Pastaza.